# Schloss Fallais

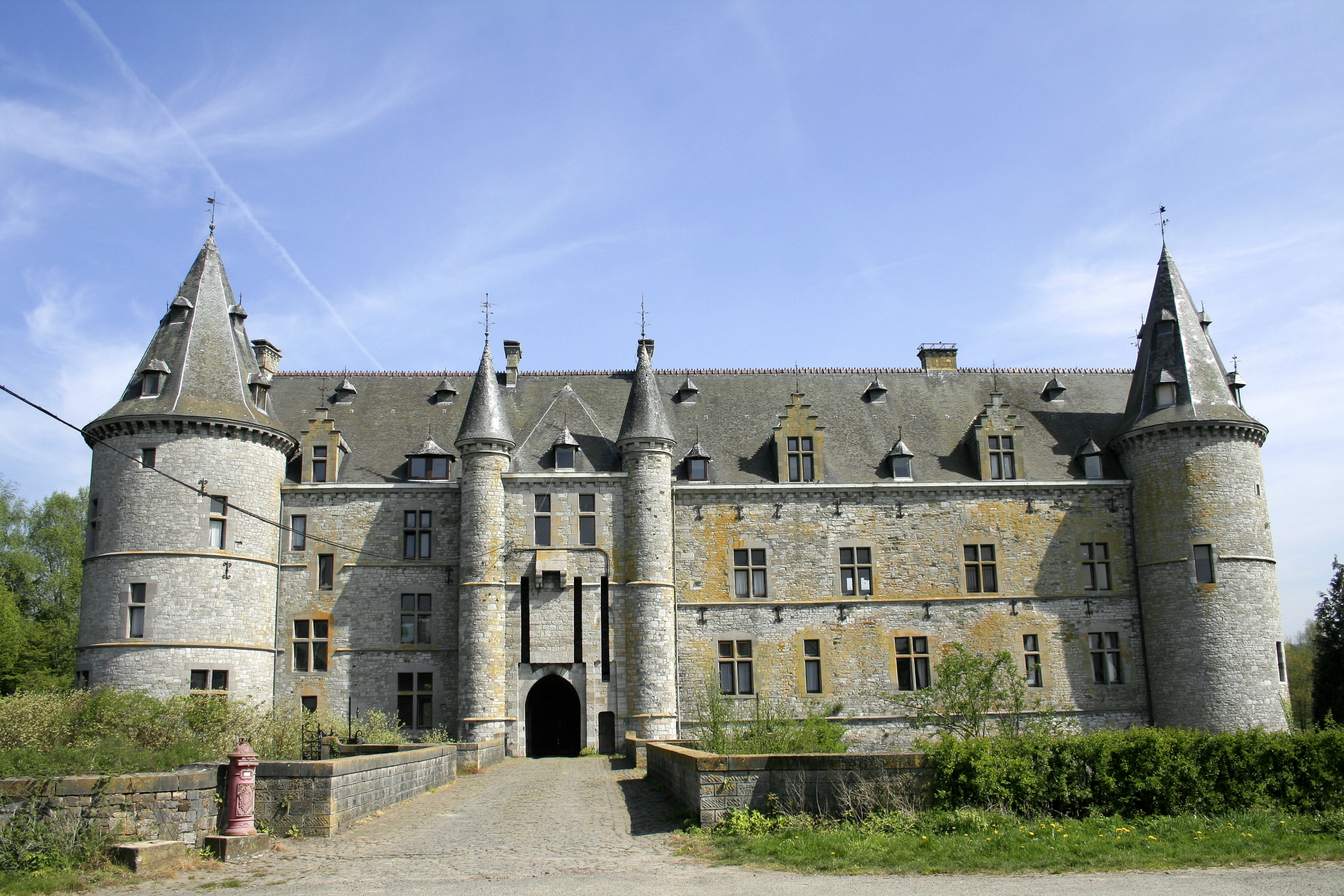
Schloss Fallais (Eingang von Westen)

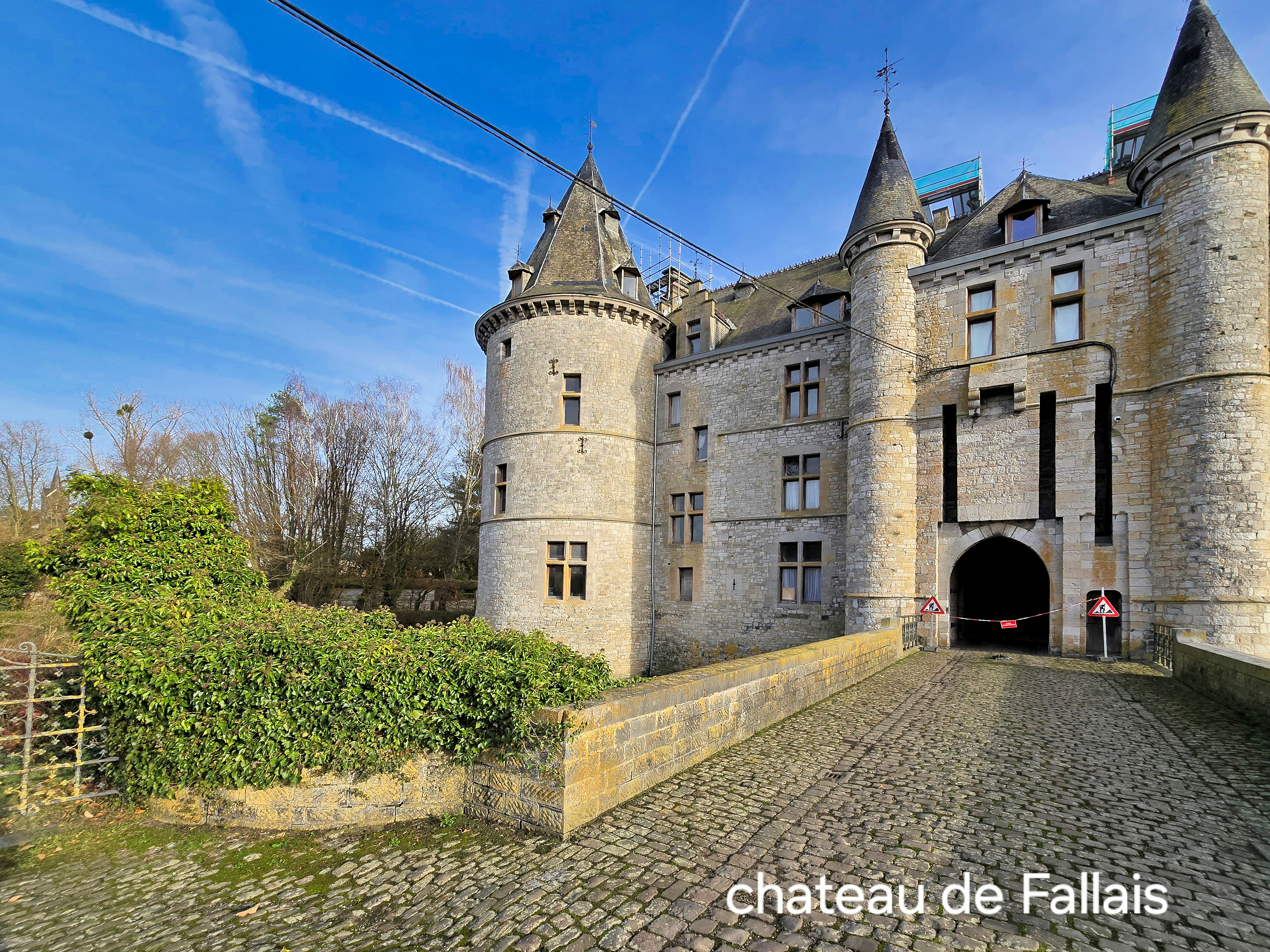

Das Schloss Fallais (französisch Château de Fallais) ist ein Wasserschloss im Ortsteil Fallais der Gemeinde Braives in der belgischen Provinz Lüttich, nur unweit der Gewässer des Mehaigne, eines 59 km langen Zuflusses der Maas.
Erbaut wurde das Schloss im 13. Jahrhundert von der Familie Beaufort. Zweimal waren Schlossherren in kriegerische Konflikte mit dem Hochstift Lüttich verwickelt.
Der erste Konflikt war der sogenannte Kuhkrieg in der Zeit von 1275 bis 1278, ausgefochten zwischen der Grafschaft Namur und dem Fürstbischof von Lüttich.
1465 trafen sich hier der Schlossherr Herzog  Karl I. der Kühne von Burgund und der Lütticher Fürstbischof Ludwig von Bourbon vor der Schlacht von Montaken, die zur Niederschlagung der Rebellion der Bürger von Lüttich und dem Verlust der Eigenständigkeit der Stadt bis 1477 führte.